# Порто Потенца Пичена (Мачерата)
Порто Потенца Пичена (итал. Porto Potenza Picena) насеље је у Италији у округу Мачерата, региону Марке.
Према процени из 2011. у насељу је живело 7596 становника. Насеље се налази на надморској висини од 6 м.